# MAMA (EP)
MAMA là EP đầu tay của nhóm nhạc nam Hàn-Trung Quốc EXO, do S.M. Entertainment sản xuất và phát hành vào ngày 9 tháng 4 năm 2012 với hai phiên bản, tiếng Hàn của EXO-K và tiếng Trung của EXO-M.

## Thực hiện và phát hành
MAMA được sản xuất bởi Lee Soo-man, nhà sản xuất chính của EXO. Tên EP là một từ tiếng Hàn dùng để xưng hô với một thành viên trong hoàng tộc.
Đĩa đơn đầu tiên của EP, "What Is Love", được phát hành vào ngày 30 tháng 1 năm 2012. Đĩa đơn thứ hai, "History", được phát hành vào ngày 9 tháng 3 năm 2012. Bài hát chủ đề, "MAMA" được phát hành vào ngày 8 tháng 4 năm 2012.
Ngày 6 tháng 4 năm 2012, các hình ảnh giới thiệu cho album được ra mắt. MAMA được phát hành vào ngày 9 tháng 4 năm 2012 trên iTunes cũng như các trang web âm nhạc của Hàn Quốc và Trung Quốc.

## Quảng bá
Từ tháng 12 năm 2011 đến tháng 2 năm 2012, SM Entertainment đã cho ra mắt 23 video giới thiệu các thành viên của EXO và bao gồm một số bài hát nằm trong EP. "Angel" được dùng làm nhạc nền trong 4 video, "Two Moons" xuất hiện trong video thứ 12 còn "Machine" thì xuất hiện trong video thứ 5.
Ngày 8 tháng 4 năm 2012, EXO-M xuất hiện lần đầu tiên trên truyền hình tại lễ trao giải 12th Yinyue Fengyun Bang Awards với "MAMA". Đồng thời, EXO-K cũng xuất hiện lần đầu tiên trên truyền hình trong chương trình âm nhạc Inkigayo của đài SBS với "History" và "MAMA." Sau đó EXO-K tiếp tục biểu diễn hai bài hát trên Mnet, Music Bank của KBS và Music Core của MBC lần lượt vào các ngày 12, 13 và 14 tháng 4 năm 2012.
EXO-K quảng bá cho album thông qua các màn biểu diễn bài hát "MAMA" trên các chương trình âm nhạc hàng tuần của Hàn Quốc, còn EXO-M thì xuất hiện thường xuyên trên các chương trình tạp kỹ cũng như một số bài phỏng vấn tại Trung Quốc. EXO-M cũng biểu diễn với tư cách khách mời tại buổi diễn ở Indonesia nằm trong chuyến lưu diễn Super Show 4 của Super Junior.

## Sự đón nhận
Cả hai phiên bản của MAMA đều đạt được thành công về mặt thương mại. Phiên bản tiếng Hàn đứng đầu bảng xếp hạng album của Gaon và lọt vào vị trí thứ 4 trên bảng xếp hạng album của Sina, đồng thời xuất hiện lần đầu tiên ở vị trí thứ 8 trên bảng xếp hạng Billboard World Albums Chart. Phiên bản tiếng Trung đứng đầu bảng xếp hạng album của Sina và lọt vào vị trí thứ 4 trên bảng xếp hạng album của Gaon, cũng như vị trí thứ 12 trên bảng xếp hạng Billboard World Albums Chart. Phiên bản tiếng Trung của cả ba đĩa đơn nằm trong EP đều xuất hiện trên nhiều bảng xếp hạng âm nhạc tại Trung Quốc. Video âm nhạc của cả ba bài hát đều đứng đầu bảng trên các trang web video của Trung Quốc, còn video âm nhạc "MAMA" của EXO-K thì đứng ở vị trí thứ 7 trên bảng xếp hạng toàn cầu của YouTube.

## Danh sách bài hát
| STT | Nhan đề | Sáng tác                                                                        | Sản xuất                                                      | Thời lượng |
| --- | --- | ------------------------------------------------------------------------------- | ------------------------------------------------------------- | ---------- |
| 1.  | "MAMA" (Tiếng Hàn: 마마) | Yoo Young-jin (phiên bản tiếng Hàn) / Wang Yajun (phiên bản tiếng Trung)        | Yoo Young Jin                                                 | 4:31       |
| 2.  | "What Is Love" | Yoo Young-jin (phiên bản tiếng Hàn) / Han Kilin (phiên bản tiếng Trung)         | Teddy Riley, DOM, Richard Garcia                              | 4:22       |
| 3.  | "History" | Yoo Young-jin (phiên bản tiếng Hàn) / Liu Yuan (phiên bản tiếng Trung)          | Thomas Troelsen, Remee Mikkel Sigvardt Jackman, Yoo Young-jin | 3:32       |
| 4.  | "Angel" (Tiếng Hàn: 너의 세상으로 neoui sesang-eulo; tiếng Trung: 你的世界 nǐ de shìjiè)                                                   | Jo Yoon-Gyeong (phiên bản tiếng Hàn) / Michie, Liu Yuan (phiên bản tiếng Trung) | J. Lewis, Jarah Gibson, DK, Hyuk-shin, Sasha Hamilton         | 3:01       |
| 5.  | "Two Moons (cùng với Key của SHINee)" (Tiếng Hàn: 두개의 달이 뜨는 밤 dugaeui dal-i tteuneun bam; tiếng Trung: 双月之夜 shuāng yuè zhī yè) | Misfit (cả hai phiên bản), T-Crash (phiên bản tiếng Trung)                      | Yim Kwang-wook, Albi Albertsson, T-K                          | 3:03       |
| 6.  | "Machine" | Misfit (phiên bản tiếng Hàn), Zhou Weijie (phiên bản tiếng Trung)               | Albi Albertsson, Timo Kaukolampi, T-K                         | 3:26       |

## Bảng xếp hạng
| Bảng xếp hạng                | Thứ hạng cao nhất |
| ---------------------------- | ----------------- |
| Sina Albums Chart            | 4                 |
| Gaon Weekly Albums Chart     | 1                 |
| Hanteo Album Chart           | 1                 |
| Oricon Weekly Albums Chart   | 33                |
| Billboard World Albums Chart | 8                 |

| Bảng xếp hạng             | Thứ hạng cao nhất |
| ------------------------- | ----------------- |
| Gaon Monthly Albums Chart | 1                 |

| Bảng xếp hạng                      | Thứ hạng cao nhất |
| ---------------------------------- | ----------------- |
| Gaon 2012 Half-yearly Albums Chart | 9                 |
| Gaon 2012 Yearly Albums Chart      | 7                 |
| Gaon 2013 Half-yearly Albums Chart | 24                |

| Bảng xếp hạng                          | Thứ hạng cao nhất |
| -------------------------------------- | ----------------- |
| Sina Albums Chart                      | 1                 |
| Gaon Weekly Albums Chart               | 4                 |
| Gaon Weekly International Albums Chart | 1                 |
| Hanteo Album Chart                     | 2                 |
| Oricon Weekly Albums Chart             | 63                |
| Billboard World Albums Chart           | 12                |

| Bảng xếp hạng                           | Thứ hạng cao nhất |
| --------------------------------------- | ----------------- |
| Gaon Monthly Albums Chart               | 6                 |
| Gaon Monthly International Albums Chart | 1                 |

| Bảng xếp hạng                                    | Thứ hạng cao nhất |
| ------------------------------------------------ | ----------------- |
| Gaon 2012 Half-yearly Albums Chart               | 15                |
| Gaon 2012 Yearly Albums Chart                    | 16                |
| Gaon 2012 Yearly International Albums Chart      | 1                 |
| Gaon 2013 Half-yearly Albums Chart               | 27                |
| Gaon 2013 Half-yearly International Albums Chart | 3                 |

## Doanh số
| Bảng xếp hạng        | Doanh số                        |
| -------------------- | ------------------------------- |
| Nhật Bản (từ Oricon) | 7.259 (phiên bản tiếng Trung)   |
| Nhật Bản (từ Oricon) | 21.565 (phiên bản tiếng Hàn)    |
| Hàn Quốc (từ Hanteo) | 61.278 (phiên bản tiếng Trung)  |
| Hàn Quốc (từ Hanteo) | 114.482 (phiên bản tiếng Hàn)   |
| Hàn Quốc (từ Gaon)   | 109.303 (phiên bản tiếng Trung) |
| Hàn Quốc (từ Gaon)   | 172.289 (phiên bản tiếng Hàn)   |

## Lịch sử phát hành
| Khu vực    | Ngày phát hành     | Định dạng    | Hãng đĩa                         |
| ---------- | ------------------ | ------------ | -------------------------------- |
| Trung Quốc | 9 tháng 4 năm 2012 | CD, download | S.M. Entertainment, KMP Holdings |
| Hàn Quốc   | 9 tháng 4 năm 2012 | CD, download | S.M. Entertainment, KMP Holdings |